# Angela Maurer
Angela Maurer (* 27. Juli 1975 in Wiesbaden) ist eine deutsche Schwimmerin, zweifache Weltmeisterin (2006, 2009), mehrfache Weltcup-Siegerin (2002, 2004, 2007, 2008, 2011), Deutsche Meisterin (2009, 2012) und Doppeleuropameisterin (2006) sowie zweifache Olympionikin (2008, 2012).
Maurer feiert vor allem bei Langstreckenwettbewerben im Freiwasser Erfolge.

## Werdegang
1996 begann Angela Maurer im Alter von 21 Jahren mit Freiwasserschwimmen und sie konnte sich ein Jahr später für die Europameisterschaften qualifizieren.
Angela Maurer startet seit dem 29. Dezember 2008 für den SSV Undine 08 e. V. Mainz und trainiert zusammen mit Dimitri Colupaev und Marc-Oliver Stein in der Trainingsgruppe von Nikolai Jewsejew in Mainz. Beruflich absolvierte die Polizeikommissarsanwärterin seit dem 1. September 2007 ein polizeiliches Fachhochschulstudium in der Spitzensportfördergruppe des Landes Rheinland-Pfalz.

### Olympische Sommerspiele 2008
Bei den Olympischen Sommerspielen 2008 in Peking landete sie beim 10-km-Marathonschwimmen mit einer knappen Sekunde Rückstand zum Bronzerang auf dem vierten Platz.
2009 konnte sie auf der 10-km-Strecke bei den Deutschen Meisterschaften im Freiwasserschwimmen in Lindau (Bodensee) (2:01:31,43 h) den Sieg für sich verbuchen und sich damit ein Startticket für die Weltmeisterschaften in Rom (18. Juli bis 2. August 2009) sichern. Dort gewann sie am 25. Juli 2009 die Distanz über 25 km (5:47:48,0 h) und erreichte als beste Deutsche über 10 km den fünften Rang (2:01:40,9 h).
Vor den Olympischen Sommerspielen 2012 in London gehörte Maurer mit Beate Gauß, Christina Schütze, Christin Steuer und Regina Sergeeva zu fünf Athletinnen, die in der deutschen Ausgabe des Playboy nackt posierten.

### Olympische Sommerspiele 2012
Bei den Olympischen Spielen 2012 in London erreichte sie mit einer Zeit von 1:57:52,8 h den fünften Platz über 10 km.
Bei der Wahl zur Sportlerin des Jahres 2013 landete Angela Maurer auf dem 15. Rang.
Beim Weltcup im portugiesischen Setubal schaffte sie im Juni 2017 zusammen mit Finnia Wunram, Rob Muffels und Christian Reichert die Qualifikation über 10 km für die WM in Ungarn (14. bis 30. Juli 2017). Angela Maurer belegte am 16. Juli bei der Schwimmweltmeisterschaften 2017 über die 10 km in 2:01:53,3 h Rang 14. Aus gesundheitlichen Gründen musste die damals 41-Jährige aber fünf Tage später auf einen geplanten Start beim WM-Rennen über 25 km im Plattensee verzichten.

### Privates
Maurer ist verheiratet. Sie wird von ihrem Ehemann Nikolai Jewsejew trainiert und die beiden leben mit ihrem gemeinsamen Sohn  in Wiesbaden.

## Sportliche Erfolge
2017
- Schwimmweltmeisterschaften 2017 in Budapest (14. Platz 10 km)

2013
- Schwimmweltmeisterschaften 2013 in Barcelona (3. Platz 10 km, 2. Platz 25 km)

2012
- Deutsche Meisterin im Freiwasserschwimmen (10 km) in Großkrotzenburg im Juni 2012[11]
- Olympische Sommerspiele 2012 in London (5. Platz 10 km)

2011
- 1. Platz Weltcup in Setubal, Portugal
- Schwimmweltmeisterschaften 2011 in Shanghai (2. Platz 25 km)
- 2. Platz Weltcup in Shantou, China
- 2. Platz Weltcup in Hong Kong
- Schwimmweltmeisterschaften 2011 in Shanghai (8. Platz + Olympiaqualifikation 10 km) für London 2012
- Weltcup-Gesamtsiegerin 2011

2010
- Schwimmeuropameisterschaften 2010 im August 2010 in Budapest (2. Platz 25 km, 3. Platz 10 km)

2009
- Weltmeisterin 25 km im Juli in Rom sowie 5. Platz 10 km
- Deutsche Meisterin im Freiwasserschwimmen (10 km) in Lindau im Juni 2009
- Ausgezeichnet als „Schwimmerin des Jahres“ durch den Europäischen Schwimmverband

2008
- Weltcup-Gesamtsiegerin 2008
- Olympische Sommerspiele 2008 in Peking (4. Platz 10 km)

2007
- Olympia-2008-Qualifikation bei den 5. FINA World Open Water Championships in Sevilla, Spanien
- Schwimmweltmeisterschaften 2007 in Melbourne (4. Platz 25 km, 4. Platz 10 km)

2006
- zweifache Europameisterin 2006 im Freiwasser (10 km und 25 km)

2004
- Weltcupgesamtsiegerin 2004
- 3. Platz 10 km Schwimmeuropameisterschaften

2003
- Sportlerin des Jahres 2003 in Hessen
- Schwimmweltmeisterschaften 2003 in Barcelona (3. Platz 25 km, 2. Platz 10 km)

2002
- Vizeeuropameisterin 2002 (10 km)
- Weltcupgesamtsiegerin 2002 im Freiwasser

2001
- Schwimmweltmeisterschaften 2001 in Fukuoka (3. Platz 25 km)

1999
- Vizeeuropameisterin 1999 (25 km)

Insgesamt
- 8 Titel bei Deutschen Meisterschaften über 5, 10 und 25 km im Freiwasser
- Mitglied in der „Marathon Swimming Hall of Fame“